# Sigismund Felix von Ow-Felldorf
Sigismund Felix von Ow-Felldorf, né le 18 octobre 1855 à Berchtesgaden et mort le 11 mai 1936 à Passau, est un prélat allemand qui fut évêque de Passau, en Bavière, de 1906 à 1936.

## Biographie
Sigismund von Ow-Felldorf est le fils d'un conseiller d'État bavarois, le baron Felix von Ow-Felldorf (1816-1869) et de sa première épouse Josepha, née comtesse von Berchem (1832–1855). Son demi-frère Anton né du second mariage de son père devint chef du district de Berchtesgaden (de).
Il poursuit ses études à la Pagerie (de) (réservée aux fils de la noblesse) à partir de 1869 et il obtient son Abitur en 1873 et ensuite il poursuit ses études de droit à l'université de Munich, devient fonctionnaire au ministère de la Justice et il est nommé Kämmerer en 1879. Il commence en 1881 des études de théologie à Eichstätt. Il est ordonné prêtre le 25 juillet 1884 à Ratisbonne. Il devient chapelain à Amberg et en 1887 chanoine de la chapelle ancienne de Ratisbonne. de 1889 à 1894, il est aumônier militaire, puis conseiller de l'évêque en 1891. En 1897, il est prêtre accompagnateur de l'union des travailleurs catholiques. 
Le  8 janvier 1901, le pape Léon XIII le nomme évêque in partibus d'Arethusa (de) et évêque auxiliaire de Ratisbonne. Il est consacré par Mgr Ignatius von Senestrey le 24 février 1902. Le 18 octobre 1906, Sigismund Felix von Ow-Felldorf devient évêque de Passau. Pendant ses trente années d'épiscopat à Passau, il érige 31 paroisses, consacre de nombreuses églises et des fondations religieuses. Le nombre de prêtres diocésains passe de 571 à 728. Il fonde le journal Passauer Bistumblatt en 1936.
Au début de la Première Guerre mondiale, il déclare dans une prédication aux soldats : « Mes chers soldats ! Souvenez-vous que : c'est Dieu qui vous appelle ! C'est lui qui, par la bouche de l'empereur et du roi, vous commande de prendre l'épée. Dieu le veut ! Sa volonté la plus sainte et toute-puissante s'est ainsi arrangée pour que vous vous rendiez sur le champ de bataille. Tirez donc avec Dieu, c'est-à-dire dans l'obéissance à Dieu, dans une pieuse soumission à sa très sainte volonté. Que votre départ pour le combat soit une grande manifestation solennelle d'obéissance au quatrième commandement de Dieu. Dans ce commandement, Dieu vous ordonne d'obéir au souverain. Soyez prêts maintenant à obéir, s'il le faut, même jusqu'à votre mort ! (...) Votre service de guerre devient un service en obéissance à Dieu ! (...) toute l'armée de vos anges gardiens vous accompagne sous la conduite du colonel céleste Saint Michel ; la patronne de Bavière, la Vierge la plus bénie et la mère de Dieu Marie qui fut victorieuse contre le serpent infernal, est avec vous; le Seigneur Dieu lui-même est avec vous, lui qui est le chef des batailles, le seigneur des armées ».
Il est fait en 1925 citoyen d'honneur d'Altötting et de Passau en 1927.
Il meurt le 11 mai 1936 et est enterré au caveau des évêques dans la cathédrale de Passau.
Mgr von Ow-Felldorf était membre d'honneur de l'union étudiante catholique d'Allemagne du Sud (KSStV Alemannia München (de)).